# 瘋狂大賽車 (2017年動畫)
《瘋狂大賽車》（英語：Wacky Races），是由Rebecca Himot和Tramm Wigzell所製作的美國動畫影集，為漢納巴伯拉動畫1968年的動畫影集《瘋狂大賽車(1968年動畫)》的重啟之作。